# Jirkov
Jirkov (Duits: Görkau) is een stad in de Tsjechische regio Ústí nad Labem. De stad ligt op 305 meter hoogte aan de voet van het Ertsgebergte. Jirkov is gelegen net ten noordoosten van de districtshoofdstad Chomutov, ongeveer 12 kilometer ten westen van de stad Most.
Bílence · 
Blatno · 
Boleboř · 
Březno · 
Černovice · 
Domašín · 
Droužkovice · 
Hora Svatého Šebestiána · 
Hrušovany · 
Chbany · 
Chomutov · 
Jirkov · 
Kadaň · 
Kalek · 
Klášterec nad Ohří · 
Kovářská · 
Kryštofovy Hamry · 
Křimov · 
Libědice · 
Loučná pod Klínovcem · 
Málkov · 
Mašťov · 
Měděnec · 
Místo · 
Nezabylice · 
Okounov · 
Otvice · 
Perštejn · 
Pesvice · 
Pětipsy · 
Račetice · 
Radonice · 
Rokle · 
Spořice · 
Strupčice · 
Údlice · 
Vejprty · 
Veliká Ves · 
Vilémov · 
Vrskmaň · 
Všehrdy · 
Všestudy · 
Výsluní · 
Vysoká Pec